# Cucullia eumorpha
Cucullia eumorpha är en fjärilsart som beskrevs av Alphéraky 1893. Cucullia eumorpha ingår i släktet Cucullia och familjen nattflyn. Inga underarter finns listade i Catalogue of Life.